# José Marenco y Gualter
José Marenco y Gualter (Cádiz, 1845-Madrid, 1907) fue un marino, militar y político español, varias veces diputado en las Cortes de la Restauración.

## Biografía
Nacido en 1845 en Cádiz, ocupó varias veces escaño de diputado a Cortes por el distrito de Cádiz. Marenco, que participó en la guerra de Cuba, como político figuró siempre en la minoría republicana. Falleció el 24 de octubre de 1907 en Madrid. En el momento de su fallecimiento trabajaba para la Compañía Arrendataria de Tabacos. Era masón.